# ألان مولر
ألان مولر (بالإنجليزية: Alan Moller)‏ هو مصور أمريكي، ولد في 1 فبراير 1950 في فورت وورث في الولايات المتحدة، وتوفي بنفس المكان في 19 يونيو 2014 بسبب مرض آلزهايمر.

## وصلات خارجية
- ألان مولر على موقع IMDb (الإنجليزية)